# Barakacity
Barakacity – francuska, muzułmańska organizacja pozarządowa o charakterze humanitarnym. 

## Historia
Organizacja z siedzibą w Courcouronnes pod Paryżem, powstała z inicjatywy Idrissa Sihamediego w 2008 choć oficjalnie została zarejestrowana dopiero w 2010. Prowadziła wówczas pierwszą dużą, międzynarodową akcję, nakierowaną na pomoc ofiarom powodzi w Pakistanie. W 2012 organizacja rozpoczęła realizację projektu Water is Life. Ta inicjatywa zrodziła się po podróży Idrissa Sihamediego do Togo, kraju cierpiącego na brak wody pitnej i infrastruktury ochrony zdrowia. W 2013 towarzystwo prowadziło akcję na rzecz mieszkańców Togo. W tym samym czasie działacze organizacji odbyli podróże do Birmy (lud Rohingja), a także do Syrii, z pomocą po zniszczeniach wojennych. Od 2014 organizacja dysponuje ciężarówką do wiercenia studni. Podejmowała też pierwsze działania w Republice Środkowoafrykańskiej, kraju wstrząsanym różnorakimi kryzysami. Od 2014 rozpoczęto też akcję pomocy birmańskim Rohingja, a także Palestyńczykom, którym poświęcona była kampania w czasie Ramadanu. W 2015 Barakacity działało w dwudziestu krajach i miało pięć biur zarządzanych przez lokalnych menedżerów. Deklarowało też działania w segmencie obrony praw człowieka.
Organizacja została rozwiązana w październiku 2020. Wcześniej oskarżana była przez rząd francuski o propagowanie idei radykalnego islamizmu, podżeganie do nienawiści, utrzymywanie stosunków w ramach radykalnego ruchu islamistycznego oraz usprawiedliwianie aktów terrorystycznych.